# Nupserha ugandensis
Nupserha ugandensis är en skalbaggsart som beskrevs av Stefan von Breuning 1978. Nupserha ugandensis ingår i släktet Nupserha och familjen långhorningar. Inga underarter finns listade i Catalogue of Life.